# Gospić
Gospić est une ville et une municipalité chef-lieu du comitat de Lika-Senj, en Croatie. Au recensement de 2001, la municipalité comptait 12 980 habitants, dont 92,84 % de Croates et 4,82 % de Serbes et la ville seule comptait 6 088 habitants.

## Histoire
Au cours de la Seconde Guerre mondiale, les Croates Oustachis y construisent le camp de concentration de Gospić où plusieurs dizaines de milliers de prisonniers seront assassinés.

## Localités
La municipalité de Gospić compte 50 localités :
| - Aleksinica - Barlete - Bilaj - Brezik - Brušane - Budak - Bužim - Debelo Brdo I - Debelo Brdo II - Divoselo - Donje Pazarište - Drenovac Radučki - Gospić - Kalinovača - Kaniža Gospićka - Klanac - Kruščica | - Kruškovac - Kukljić - Lički Čitluk - Lički Novi - Lički Osik - Lički Ribnik - Mala Plana - Medak - Mogorić - Mušaluk - Novoselo Bilajsko - Novoselo Trnovačko - Ornice - Ostrvica - Oteš - Pavlovac Vrebački - Počitelj | - Podstrana - Podoštra - Popovača Pazariška - Rastoka - Rizvanuša - Smiljan - Smiljansko Polje - Široka Kula - Trnovac - Vaganac - Velika Plana - Veliki Žitnik - Vranovine - Vrebac - Zavođe - Žabica |